# Кронпринц Фредерик (остров)

Остров Кронпринц Фредерик (на английски: Crown Prince Island) е 62-рият по големина остров в Канадския арктичен архипелаг. Площта му е 401 км2, която му отрежда 77-о място сред островите на Канада. Административно принадлежи към канадската територия Нунавут. Необитаем.
Остров Кронпринц Фредерик е разположен в югоизточната част на залива Бутия (между полуостров Бутия на запад и остров Бафинова земя на изток). Проток, широк 9,5 км, го отделя на североизток от южното крайбрежие на западната част на Бафинова земя и същевременно островът затваря от юг залива Агу. На 38,4 км на югоизток се намира най-северозападната точка на п-ов Мелвил и западният вход на протока Фюри енд Хекла, разделящ п-ов Мелвил на юг от Бафинова земя на север.
Бреговата линия с дължина 108 км е слабо разчленена. От запад на изток островът се простира на 35 км, а максималната му ширина е 16 км.
Релефът на острова представлява хълмиста, песъчлива равнина с максимална височина до 110 м, изпъстрена с множество езера.
Южното крайбрежие на острова е открито през юни 1847 г. от шотландския лекар Джон Рей, служител на компанията „Хъдсън бей“, търгуваща с ценни животински кожи, но до края на XIX в. се смята, че е част от остров Бафинова земя. През 1899 г. с откриването на протока, отделящ го от Бафинова земя, е доказано островното му положение и е кръстен на току-що родения датски престолонаследник (кронпринц) Фредерик (1899-1972), който впоследствие става крал на Дания под името Фредерик IX.
|  | Тази страница частично или изцяло представлява превод на страницата „Краун-Принс-Фредерик“ в Уикипедия на руски. Оригиналният текст, както и този превод, са защитени от Лиценза „Криейтив Комънс – Признание – Споделяне на споделеното“, а за съдържание, създадено преди юни 2009 година – от Лиценза за свободна документация на ГНУ. Прегледайте историята на редакциите на оригиналната страница, както и на преводната страница, за да видите списъка на съавторите. ВАЖНО: Този шаблон се отнася единствено до авторските права върху съдържанието на статията. Добавянето му не отменя изискването да се посочват конкретни източници на твърденията, които да бъдат благонадеждни. |